# الجمعية الاتحادية (ألمانيا)
الجمعية الاتحادية، المعروفة أيضًا باسم الجمعية الفيدرالية (بالألمانية: Bundesversammlung)‏، مع اللجنة المشتركة، هي واحدة من هيئتين دستوريتين غير ثابتتين في النظام المؤسسي السياسي والفدرالي لجمهورية ألمانيا الاتحادية، تجتمع فقط لغرض انتخاب رئيس ألمانيا، إما كل خمس سنوات (لا في وقت لاحق قبل 30 يومًا من انتهاء ولاية الرئيس الحالي) أو في غضون 30 يومًا من الإنهاء المبكر لولاية رئاسية. تعكس الجمعية الاتحادية حالة الأغلبية الإجمالية للبرلمان الألماني والبرلمانات في الولايات الفيدرالية الألمانية الست عشرة.
ينص القانون الأساسي على إمكانية إجراء ما لا يزيد عن ثلاثة تصويتات. في الجولتين الأوليين، يجب أن يحصل المرشح على الأغلبية المطلقة من المندوبين ليتم انتخابهم. بعد ذلك، في الجولة الثالثة، تعددية التصويت لجميع المندوبين كافية للانتخاب لمنصب الرئيس الاتحادي. يجوز لأي مندوب أن يرشح المرشحين؛ عادة ، تقدم المجموعة البرلمانية مرشحين ، وقد يكون هناك في بعض الأحيان مرشحين توافقيين يدعمهم العديد من الأحزاب الرئيسية.

## روابط خارجية
- توزيع المقاعد في Bundesversammlung
- انتخاب الرئيس الاتحادي
- المادة 54- القانون الأساسي لجمهورية ألمانيا الاتحادية (Grundgesetz، GG)
- قانون انتخاب الرئيس من قبل الجمعية الاتحادية (الألمانية)